# Crotaphopeltis
Genre
Crotaphopeltis est un genre de serpents de la famille des Colubridae.

## Répartition
Les espèces de ce genre se rencontrent en Afrique subsaharienne.

## Liste des espèces
Selon The Reptile Database (20 sept. 2011) :
- Crotaphopeltis barotseensis Broadley, 1968
- Crotaphopeltis braestrupi Rasmussen, 1985
- Crotaphopeltis degeni (Boulenger, 1906)
- Crotaphopeltis hippocrepis (Reinhardt, 1843)
- Crotaphopeltis hotamboeia (Laurenti, 1768)
- Crotaphopeltis tornieri (Werner, 1908)

## Publication originale
- Fitzinger, 1843 : Systema Reptilium, fasciculus primus, Amblyglossae. Braumüller et Seidel, Wien, p. 1-106 (texte intégral).